# Determinanții și părțile de vorbire nominale în limba franceză
Acest articol prezintă succint determinanții abstracți (articolul hotărât, articolul nehotărât, articolul partitiv, numeralul ca determinant și adjectivele pronominale), precum și părțile de vorbire nominale ale limbii franceze: substantivul, adjectivul calificativ, numeralul nedeterminant și pronumele (personal, posesiv, demonstrativ, interogativ, relativ și nehotărât).
Ca în limbile romanice în general, majoritatea cuvintelor din aceste clase se caracterizează prin gen gramatical (masculin și feminin), precum și prin număr (singular și plural), deși aceste categorii gramaticale nu sunt totdeauna reprezentate de forma sonoră a cuvintelor. Pluralul este auzibil numai în mod excepțional, dar este totdeauna marcat în scris. Genul majorității substantivelor și al unor adjective nu este indicat de forma cuvintelor, dar în general se poate deduce din forma celor cu care se acordă, deși de multe ori numai în scris. Unele pronume sunt invariabile și genul lor este indicat numai de acordul cu alte cuvinte (de exemplu pronumele personale de persoana a II-a), altele sunt neutre, anume cele care se referă la o propoziție sau la un verb la infinitiv (de exemplu pronumele demonstrativ cela „aceasta”).
Franceza modernă, ca și celelalte limbi romanice, în afară de română, are o declinare redusă la numai câteva vestigii în domeniul pronumelui personal.
Nu toți determinanții abstracți și toate părțile de vorbire nominale din franceză au corespondenți exacți în română. Astfel sunt articolul partitiv și pronumele adverbiale.
Spre deosebire de cele din română, adjectivele pronominale posesive și demonstrative franceze au forme cu totul deosebite de pronumele corespunzătoare.

## Determinanți abstracți
Substantivele sunt în general precedate de un determinant abstract. În franceză sunt cinci categorii de cuvinte folosite aproape exclusiv ca determinanți abstracți: articolele hotărât, nehotărât și partitiv, precum și adjectivele pronominale posesiv și demonstrativ. În afara acestora mai sunt și cuvinte care funcționează uneori ca determinanți abstracți, alteori ca pronume sau ca substantive. Astfel sunt numeralele, adjectivul/pronume interogativ și adjectivele/pronume nehotărâte. În această secțiune se tratează cuvintele folosite numai ca determinanți abstracți, iar celelalte sunt tratate în secțiunile dedicate ultimelor trei categorii.
În franceză, numai unul dintre determinanții hotărât, nehotărât, partitiv, posesiv sau demonstrativ poate fi folosit în același timp cu un substantiv.

### Articolele
În gramaticile limbii franceze sunt luate în seamă trei articole: hotărât, nehotărât și partitiv. Cele două din urmă se înlocuiesc în unele cazuri cu prepoziția de.

#### Articolul hotărât
În franceză, articolele hotărâte sunt proclitice. Există trei forme: le, la și les, primele două putând fi elidate, deci luând forma l’. Exemple: le garçon „băiatul”, la fille „fata”, l’homme „bărbatul”, l’épouse „soția”, les garçons „băieții”, les filles „fetele”, les hommes „bărbații”, les épouses „soțiile”.
Dacă înaintea substantivului cu articol hotărât se folosesc prepozițiile à sau de, acestea se contrag cu articolele le și les:
| à + le → au   | de + le → du   |
| à + les → aux | de + les → des |

Exemple: Je veux aller au match „Vreau să merg la meci”, Pierre va aux États-Unis „Pierre merge în Statele Unite”, Je viens du théâtre „Vin de la teatru”, Marie est rentrée des Pays-Bas „Marie s-a întors din Olanda”.

#### Articolul nehotărât
Ca în română, în franceză sunt trei articole nehotărâte: un garçon „(un) băiat”, une fille „(o) fată”, des garçons „(niște) băieți”, des filles „(niște)” fete, des enfants „(niște) copii”. Diferența este că în franceză, față de română, articolul nehotărât este totdeauna obligatoriu înaintea substantivelor comune numărabile, inclusiv atunci când în română nu se folosește: Il y a des enfants dans la cour „Sunt (niște) copii în curte”, Ton enfant est un garçon ou une fille ? „Copilul tău este băiat sau fată?”.
Articolul nehotărât plural (des) se omite dacă substantivul determinat în mod nehotărât are o funcție sintactică în care este folosit cu prepoziția de:
- complement indirect: Le ciel est plein d’étoiles „Cerul e plin de stele”. Însă dacă substantivul este determinat în mod hotărât, atunci este precedat de contragerea de + les, care nu este de confundat cu articolul nehotărât des: Le ciel est plein des étoiles de la nuit „Cerul este plin de stelele nopții”.
- atribut substantival exprimând posesori: C’est la maison de gens riches „Este casa unor oameni bogați”. Aceeași contragere se folosește și în acest caz dacă substantivul este determinat în mod hotărât: C’est la maison des gens les plus riches du village „Este casa celor mai bogați oameni din sat”.

#### Articolul partitiv
Acest articol este folosit cu substantive nenumărabile, concrete sau abstracte, la singular, atunci când în română asemenea substantive sunt nearticulate. În cazul celor concrete, în română corespunde uneori cu niște, folosit facultativ. Exemple: Elle a du courage „Are curaj”, Tu as acheté de la farine ? „Ai cumpărat făină?”, Je mets de l’huile dans la salade „Pun ulei în salată”, Je vais rôtir de la viande „O să frig (niște) carne”. Cele trei forme ale articolului, du pentru masculinele care încep cu consoană, de la pentru femininele cu consoană și de l’ pentru masculinele și femininele care încep cu vocală sunt la origine prepoziția de + articolul hotărât singular, combinație care s-a specializat pentru funcția de articol partitiv și nu este de confundat cu prepoziția de + articol hotărât înaintea substantivelor singulare cu funcție de atribut sau de complement.

#### Prepozițiadeîn locul articolului nehotărât sau partitiv
Această înlocuire are loc în câteva cazuri:
1. În general, în propoziție negativă:
- J’ai une voiture „Am mașină” → Je n’ai pas de voiture „N-am mașină”;
- Je bois du lait „Beau lapte” → Je ne bois pas de lait „Nu beau lapte”.

Constituie excepție de la aceasta cazul când negația se referă la numele predicativ (Je ne suis pas un idiot „Nu sunt idiot”) sau când substantivul este pus în contrast cu alt substantiv:
- Je ne vois pas un chien mais un chat „Nu un câine văd, ci o pisică”;
- Je ne bois pas du lait mais du thé „Nu beau lapte, ci ceai”.

2. După exprimarea unei cantități cu un adverb sau un substantiv: beaucoup „mult, -ă, -ți, -te”, trop „prea mult, -ă, -ți, -te”, autant „tot atât, -ta, -ția, -tea”, peu „puțin, -ă, -i, -e”, un peu „un pic”, plus „mai mult, -ă, -ți, -te”, assez „destul, -lă, -i, -le”, moins „mai puțin, -ă, -i, -e”, un kilo „un kilogram”, une heure „o oră”, un morceau „o bucată”, une bouteille „o sticlă”, une tranche „o felie”, un paquet „un pachet”, une goutte „o picătură” etc. Exemple:
- Je voudrais du jambon „Aș dori niște șuncă” → Je voudrais une tranche de jambon „Aș dori o felie de șuncă”.
- Hélène a des amis „Hélène are prieteni” → Hélène a beaucoup d’amis „Hélène are mulți prieteni”.

3. Înaintea unui atribut adjectival la plural, se înlocuiește articolul nehotărât des, în registrul de limbă elevat: Elle a acheté des roses „A cumpărat trandafiri” → Elle a acheté de jolies roses „A cumpărat trandafiri frumoși”.

### Adjectivul posesiv
Spre deosebire de cel românesc, determinantul posesiv francez are forme diferite de cele ale pronumelui posesiv:
- masculin singular: mon / ton / son / notre / votre / leur chien „câinele meu / tău / său / nostru / vostru / lor”;
- feminin singular: ma / ta / sa / notre / votre / leur maison „casa mea / ta / sa / noastră / voastră / lor”;
- masculin și feminin plural – forme identice:

mes / tes / ses / nos / vos / leurs chiens „câinii mei / tăi / săi / noștri / voștri / lor”;
mes / tes / ses / nos / vos / leurs maisons „casele mele / tale / sale / noastre / voastre / lor”.
Observații:
1. Formele mon, ton, son se folosesc și la feminin înaintea substantivelor care încep cu vocală sau cu h mut (în scris): (mon adresse „adresa mea”, ton histoire „povestea ta”), precum și înaintea atributului adjectival care începe cu vocală, chiar dacă substantivul determinat de acesta începe cu consoană: ton unique victoire „unica ta victorie”.
2. Spre deosebire de română, adjectivul posesiv se plasează înaintea substantivului și folosirea sa o elimină pe cea a articolului hotărât.

### Adjectivul demonstrativ
Formele adjectivului demonstrativ:
- masculin singular:
  - înaintea substantivelor care încep cu consoană sau cu h aspirat (în scris): ce bateau „acest vapor / vaporul acesta”, ce héros „acest erou / eroul acesta”;
  - înaintea substantivelor care încep cu vocală sau cu h mut (în scris): cet article „acest articol / articolul acesta”, cet hôtel „acest hotel / hotelul acesta”;
- feminin singular, indiferent de sunetul inițial / litera inițială: cette fleur „această floare / floarea aceasta”, cette école „această școală / școala aceasta”, cette histoire „această poveste / povestea aceasta”;
- masculin singular și plural, indiferent de sunetul inițial / litera inițială, dar cu legătură prin [z] înaintea unei vocale sau a unui h mut: ces bateaux „aceste vapoare / vapoarele acestea”, ces hôtels „aceste hoteluri / hotelurile acestea”, ces écoles „aceste școli / școlile acestea”.

La substantivul precedat de adjectiv demonstrativ se pot atașa particulele -ci sau -là (în scris prin cratimă). În principiu, prima indică apropierea, a doua – depărtarea: cette balle-ci „mingea aceasta (de aici), cette balle-là „mingea aceea” (mai pe larg despre folosirea acestor particule, vezi mai jos secțiunea Pronumele demonstrativ).
După cum se vede din exemple, nici acest determinant nu se poate folosi în franceză împreună cu articolul hotărât.

## Substantivul
Substantivul francez prezintă dificultăți pentru un nenativ mai ales în ceea privește genul său, formarea femininului celor animate și a pluralului:

### Genul substantivelor
Substantivul se caracterizează și în franceză prin categoria genului gramatical, dar acesta poate fi numai masculin sau feminin. Genul substantivului se distinge mai rar ca în română numai din forma substantivului, dar se distinge în general din forma cuvintelor cu care se acordă. Există totuși terminații caracteristice pentru un gen sau celălalt, constituite de sufixe de derivare, dar sunt și excepții, în general când terminația nu este un sufix. Câteva dintre aceste sufixe sunt:
- masculine:
  - -ment: un jugement „o judecată” (o singură excepție: une jument „o iapă”);
  - -age: un corsage „un corsaj” (excepții: une page „o pagină”, une plage „o plajă”, une image „o imagine”, une cage „o cușcă”, la nage „înotul”, la rage „turbarea”);
  - -isme: le socialisme „socialismul” (fără excepții);

- feminine:
  - -tion: la libération „eliberarea” (două excepții: un bastion „un bastion”, un cation „un cation”);
  - -sion: une conclusion „o concluzie” (fără excepții).

Există și o serie de substantive nume de persoană epicene (cu aceeași formă la ambele genuri), mai ales dintre cele care se termină cu e, de exemplu un/une adversaire „adversar(ă)”, un/une artiste „artist(ă)”, un/une enfant „copil(ă)”, un/une journaliste „ziarist(ă)”, un/une touriste „turist(ă)”. Cuvântul generic pentru acestea este la masculin: Je cherche un journaliste qui saurait quelque chose à ce sujet „Caut un ziarist care ar ști ceva despre aceasta”.
Și în afara celor epicene există substantive cu aceeași formă la ambele genuri, dar cu sensuri diferite. Exemple:
| Masculin   | Masculin                | Feminin    | Feminin                    |
| ---------- | ----------------------- | ---------- | -------------------------- |
| un livre   | o carte                 | une livre  | o livră                    |
| un moule   | o formă (de turnătorie) | une moule  | o midie                    |
| le platine | platina                 | la platine | pick-upul (pentru discuri) |
| un poêle   | o sobă                  | une poêle  | o tigaie                   |
| le poste   | postul                  | la poste   | poșta                      |
| un solde   | un sold                 | une solde  | o soldă                    |
| un somme   | un (pui de) somn        | une somme  | o sumă                     |
| un tour    | o tură                  | une tour   | un turn                    |
| le vase    | vaza                    | la vase    | nămolul                    |

Cele mai multe nume comune de persoane și de animale pot fi puse la feminin ca și adjectivele. Vezi procedeele respective mai jos, în secțiunea Adjectivul calificativ.

### Pluralul substantivelor
Cele mai multe substantive pot fi puse la plural. În general, acesta nu se distinge de singular în vorbire, ci doar în scris, prin litera finală -s sau -x, în afară de cazurile relativ rare când substantivul este urmat de un cuvânt cu inițială vocalică, de exemplu un atribut adjectival, de care se leagă prin [z]: les affaires intérieures.
Cu -x se marchează pluralul substantivelor care la singular se termină cu -eau sau cu -au, și al celor mai multe terminate în -eu: des bouleaux „mesteceni”, des tuyaux „țevi”, des feux „focuri”.
Tot în -aux se termină și pluralul majorității substantivelor care la singular se termină în -al sau în -ail: un animal / des animaux „animal(e)”, un corail / des coraux „coral(i)”. Sunt singurele la care pluralul se distinge și în vorbire de singular. Excepții de la această excepție sunt, de exemplu, des bals „baluri”, des carnavals „carnavaluri”, des festivals „festivaluri”.
Pluralul substantivelor care la singular se termină în s, x sau z nu se distinge nici în scris de singular: un pays / des pays „țară / țări”, une noix / des noix „nucă / nuci”, un nez / des nez „nas / nasuri”.

### Nume proprii
În franceză sunt numeroase prenume duble care se folosesc totdeauna împreună: Jean-Paul (masculin), Marie-Françoise (feminin). În cazul celor bărbătești, unul dintre ele poate fi Marie, specific feminin. Acesta urmează de regulă prenumele masculin (Jean-Marie), dar nu totdeauna. Sunt și bărbați cu prenumele Marie-Joseph sau Marie-Charles.
Numele de orașe se folosesc în general fără articol, în afară de cazul când au atribut (le Paris de mes rêves „Parisul visurilor mele”, le vieux Marseille „vechiul Marseille”), dar unele nume de orașe includ un articol hotărât (Le Mans, Le Havre, La Rochelle, Le Caire „Cairo”), care trebuie să fie totdeauna prezent, chiar inclus fiind în contragerile du, au, des și aux: Ce train vient du Mans „Trenul ăsta vine de la Le Mans”, Je vais au Caire „Merg la Cairo”).
Numele de țări, continente și regiuni se folosesc cu articol hotărât și dacă n-au atribut (excepție Israël „Israel”). Numele continentelor și al majorității țărilor este de genul feminin și se termină cu e (l’Asie „Asia” la France „Franța”, la Roumanie „România”), dar sunt și nume de țări de genul masculin, dintre care unele terminate în e: le Danemark „Danemarca”, le Chili „Chile”, le Japon „Japonia, le Portugal „Portugalia”, le Cambodge „Cambodgia”, le Zimbabwe „Zimbabwe”, le Mexique „Mexic”. Sunt și câteva țări cu nume la plural, care primesc articolul les: les Etats-Unis d’Amérique „Statele Unite ale Americii”, les Pays-Bas „Țările de Jos”, les Philippines „Filipinele”.
Numele de țări și de regiuni de genul feminin se folosesc cu prepoziția en „în” fără articol (en Pologne „în Polonia”, en Transylvanie „în Transilvania”), la fel ca și numele de țări masculine care încep cu vocală: en Iran „în Iran”. Cu aceeași funcție, celelalte nume masculine singulare de țări primesc prepoziția à contrasă cu articolul le: au Japon „în Japonia”. Înaintea numelor de țări la plural se folosește tot à, contrasă cu les: aux États-Unis „în Statele Unite”.

## Adjectivul calificativ
Adjectivul calificativ francez se aseamănă cu substantivul în privința formării femininului și a pluralului, și mai pune probleme referitoare la acordarea sa și la gradele sale de comparație.

### Femininul adjectivelor
Formarea femininului are loc cu adăugarea la forma de masculin a unui -e care a fost pronunțat până la o anumită perioadă a istoriei limbii, dar care în franceza modernă este de regulă mut. În vorbire, femininul se distinge, la substantivele care la masculin se termină în consoană (deci nu și la cele care se termină în vocală orală) prin faptul că majoritatea consoanelor finale de la masculin devin pronunțate și, eventual, au loc și alte schimbări fonetice. Formarea femininului poate implica și diverse schimbări de grafie în afara adăugării lui -e. Mai jos prezentăm principalele cazuri de formare a femininului:
1. Dacă forma de masculin a adjectivului se termină în -e, nu se produce nicio schimbare: sensible „sensibil, -ă”.
2. Adăugarea lui -e nu aduce schimbări în pronunțare în următoarele cazuri:
- Forma de masculin a adjectivului se termină în altă vocală decât e: poli → polie „politicos → politicoasă”.
- Forma de masculin a adjectivului se termină în l:
  - L rămâne simplu în scris la adjectivele în -al: original → originale „original → originală”;
  - L se dublează la adjectivele în -el și la nul: naturel → naturelle „natural → naturală”, nul → nulle „nul → nulă”.

3. Adăugarea lui -e aduce cu sine pronunțarea consoanei finale de la masculin, fără altă schimbare fonetică. În acest caz:
- Uneori consoana se scrie simplu: plat → plate „plat → plată”.
- Alteori consoana se dublează: bas → basse „scund → scundă”, muet → muette „mut → mută”.
- La unele adjective terminate în -et nu se dublează consoana, dar e-ul primește accent grav: complet → complète „complet → completă”.
- La unele adjective, forma scrisă a consoanei finale de la masculin nu este aceeași cu cea a consoanei pronunțate la feminin, dar acesta este doar un fenomen ortografic. Astfel sunt toate adjectivele în -eux (dangereux → dangereuse „periculos → periculoasă”), precum și faux → fausse „fals → falsă”, doux → douce „dulce”.

4. Adăugarea lui -e provoacă pronunțarea consoanei de la masculin și are loc și altă schimbare fonetică:
- Vocala nazală finală de la masculin devine orală, n-ul scris se pronunță [n] și se dublează de cele mai multe ori în scris: ancien → ancienne „vechi → veche”, bon → bonne „bun → bună”.
- La adjectivele terminate în -er, r-ul devine pronunțat și e-ul trece din [e] în [ɛ], în scris cu accent grav: premier → première „prim → primă”.

5. Cazuri speciale:
- La adjectivele cu -f final, acesta trece în -ve (în pronunțare [f] → [v]): actif → active „activ → activă”;
- gentil → gentille (l mut → lle pronunțat [j]) „amabil → amabilă”;
- sec → sèche [sɛk] → [sɛʃ] „uscat → uscată”;
- blanc → blanche (c mut → [ʃ]) „alb → albă”;
- favori → favorite „favorit → favorită”.

### Adjective cu trei forme
Câteva adjective frecvente au două forme de masculin. Forma cu finală vocalică se folosește când nu urmează după ea un cuvânt cu care se leagă, de exemplu atunci când este nume predicativ (Il fait beau „Este timp frumos”) sau când este antepus ca atribut unui substantiv cu inițială consonantică: un beau château „un castel frumos”. Forma cu finală consonantică (totdeauna l) este antepus substantivelor cu vocală inițială: un bel enfant „un copil frumos”.
Adjectivele cu trei forme sunt următoarele:
| Masculin singular | Masculin singular | Feminin singular | Masculin plural | Feminin plural | Traducere |
| ----------------- | ----------------- | ---------------- | --------------- | -------------- | --------- |
| beau              | bel               | belle            | beaux           | belles         | frumos    |
| fou               | fol               | folle            | fous            | folles         | nebun     |
| mou               | mol               | molle            | mous            | molles         | moale     |
| nouveau           | nouvel            | nouvelle         | nouveaux        | nouvelles      | nou       |
| vieux             | vieil             | vieille          | vieux           | vieilles       | bătrân    |

Pluralul adjectivelor se formează după aceleași reguli și cu aceleași excepții ca cel al substantivelor (vezi mai sus).

### Acordarea adjectivului
Adjectivul se acordă aproape totdeauna în gen și număr în calitate de atribut cu substantivul determinat și ca nume predicativ cu subiectul propoziției. Dacă un singur atribut determină mai multe substantive, dintre care cel puțin unul este masculin, acordul se face la masculin plural: une ville et un village italiens „un oraș și un sat italian”.
O excepție de la regulă este lipsa acordului adjectivului grand „mare” în unele cuvinte compuse devenite arhaice, precum une grand-mère „o bunică” sau ce n’est pas grand-chose „nu e mare lucru”, deoarece în franceza veche grand avea doar această formă la singular.
Altă excepție este cazul numelui predicativ într-una din construcțiile de scoatere în evidență din limba vorbită. Astfel, construcția fără scoatere în evidență Cette invitation est très gentille „Invitația aceasta e foarte amabilă” devine C’est très gentil, cette invitation „E foarte amabilă invitația asta”.

### Gradele de comparație ale adjectivului
De regulă, gradele de comparație se formează astfel:
| Pozitiv    | Pozitiv          | Pozitiv          | intéressant, -e, -s, -es „interensant, -tă, -ți, -te”                                                                        |
| Comparativ | de superioritate | de superioritate | plus intéressant, -e, -s, -es (que ...) „mai interensant, -tă, -ți, -te (decât ...)”                                         |
| Comparativ | de egalitate     | de egalitate     | aussi intéressant, -e, -s, -es (que ...) „tot atât de interensant, -tă, -ți, -te (ca ...)”                                   |
| Comparativ | de inferioritate | de inferioritate | moins intéressant, -e, -s, -es (que ...) „mai puțin interensant, -tă, -ți, -te (decât ...)”                                  |
| Superlativ | relativ          | de superioritate | le/la/les plus intéressant, -e, -s, -es (de ...) „cel/cea/cei/cele mai interensant, -tă, -ți, -te (dintre ...)”              |
| Superlativ | relativ          | de inferioritate | le/la/les moins moins intéressant, -e, -s, -es (de ...) „cel/cea/cei/cele mai puțin interensant, -tă, -ți, -te (dintre ...)” |
| Superlativ | absolut          | absolut          | très intéressant, -e, -s, -es „foarte interensant, -tă, -ți, -te”                                                            |

Adjectivul bon, -ne „bun, -ă” are și forme excepționale: comparativul de superioritate meilleur, -e, -s și superlativul relativ de superioritate le/la/les meilleur, -e, -s.
Adjectivul mauvais, -e „rău, rea” are și forme regulate (plus mauvais, -e, -s, -es, le/la/les plus mauvais), și excepționale la aceleași grade: pire, -s și le/la/les pire, -s.</ref>.
Pentru accentuarea diferenței dintre termenii comparației, se folosesc adverbele bien sau beaucoup înaintea lui plus/moins: C’est bien/beaucoup plus intéressant „E mult mai interesant”.
Privitor la locul adjectivului calificativ în grupul substantival, vezi articolul Sintaxa limbii franceze, secțiunea Grupul substantival cu atribut(e).

## Numeralul
Principalele specii de numeral sunt în franceză, ca și în română, cel cardinal, cel ordinal și cel fracționar. Mai sunt și unele numerale care exprimă o cantitate aproximativă cu ajutorul unor sufixe specifice.

### Numeralul cardinal
Numeralul cardinal poate fi folosit și ca determinant, și ca substantiv: J’ai deux vélos. Les deux sont bons. „Am două biciclete. Amândouă sunt bune”, Je prends le bus ligne deux „Merg cu autobuzul doi”.
Numai numeralul corespunzător lui 1 are forme pentru cele două genuri: J’ai un frère et une sœur „Am un frate și o soră”.
Se pun la plural următoarele numerale, în situațiile de mai jos:
- numeralul vingt „douăzeci”, când este elementul component al celui corespunzător lui 80, dar numai atunci când nu este urmat de alt component: quatre-vingts „optzeci”, dar quatre-vingt-un „optzeci și unu”, quatre-vingt-dix „nouăzeci”;
- numeralul cent în numerele 200, 300 etc., dar nu și în numerele care conțin alte cifre decât zero: deux cents „două sute”, dar deux cent un „două sute unu”;
- numeralele terminate în -illion (de exemplu million) și milliard, care sunt numai substantive și se comportă ca atare: trois millions d’habitants „trei milioane de locuitori”.

În contrast cu cele de mai sus, numeralul mille „mie” nu se pune niciodată la plural (trois mille „trei mii”, trois mille cinq „trei mii cinci”), iar corespondentul lui „o mie” este mille singur, fără un.
Numeralele terminate în -illion și milliard sunt urmate în general de prepoziția de, care le leagă de substantivul din grupul substantival: trois millions d’habitants, cinq milliards d’années „cinci miliarde de ani”. Însă numărul care îl conține pe million nu este urmat de de dacă million mai este urmat de o cifră: un million cinq tonnes „un milion cinci tone”. De asemenea nu este prezent de atunci când million este ultimul element dintr-un număr relativ mare, conținând milliard: un milliard deux-cent millions euros „un miliard două sute de milioane de euro”.
Referitor la ortografie este de menționat că în virtutea propunerii de reformă din 1990, toate numerele care conțin mai multe cifre se pot scrie cu cratimă între acestea, inclusiv cele cu conjuncția et. Doar million și milliard nu se leagă astfel de celelalte elemente. E drept că nu toți lingviștii urmează recomandările de rectificare. Astfel, de exemplu 999 999  € apare sub forma tradițională neuf cent quatre-vingt-dix-neuf mille neuf cent quatre-vingt-dix-neuf euros, dar și sub forma neuf-cent-quatre-vingt-dix-neuf-mille-neuf-cent-quatre-vingt-dix-neuf euros.

### Numeralul ordinal
Numeralele ordinale se formează din cele cardinale prin derivare cu sufixul -ième. Doar lui un, une îi corespunde un cuvânt cu alt radical, le premier, la première „primul, prima”, iar lui deux îi corespund două ordinale, primul derivat (le/la deuxième „al doilea, a doua”), al doilea cu radical diferit, second, seconde. Însă în numeralele ordinale compuse, ambele aceste cardinale au câte un singur corespondent, derivat: vingt-et-unième „al douăzecișiunulea, a douăzecișiuna”, trente-deuxième „al treizecișidoilea, a treizecișidoua”.

### Numeralul fracționar
În general, numeralele fracționare sunt formate din grupuri substantivale al căror prim element este un numeral cardinal determinant, al doilea fiind un numeral ordinal. Acesta poate fi numai de genul masculin și se acordă în număr cu determinantul: un cinquième „o cincime”, deux dixièmes „două zecimi”. Sunt și câteva excepții privitoare la al doilea element, acesta nefiind derivat, și primul dintre ele având și o variantă feminină: un demi sau une demie „o jumătate”, deux tiers „două treimi” și trois quarts „trei sferturi”.
În aritmetică, numerele fracționare se citesc analog ca în română, de exemplu:
- 1/5 – un sur cinq;
- 1,5 – un virgule cinq.

### Numeralele aproximative
Câteva numerale pot fi făcute aproximative cu ajutorul unui sufix. Astfel, cu sufixul -ier, mille „mie” devine un millier, care înseamnă „circa o mie”. Acest sufix se folosește în acest scop numai cu mille. La celelalte numerale se adaugă sufixul -aine: dix → une dizaine „vreo zece”, quinze → une quinzaine „vreo cincisprezece”, vingt → une vingtaine „vreo zece”, trente → une trentaine „vreo treizeci”, quarante → une quarantaine „vreo patruzeci”, cinquante → une cinquantaine „vreo cincizeci”, soixante → une soixantaine „vreo șaizeci” și cent → une centaine „vreo sută”.
Sufixul -aine se folosește într-un caz pentru un număr exact, une douzaine „o duzină”, derivat de la douze, care poate fi și împărțit în două: une demi-douzaine „șase” (literal „o jumătate de duzină”). Mai este și une huitaine, de la huit „opt”, care se folosește numai pentru zile, însemnând ca substantiv „o săptămână”.
Aceste numerale se leagă cu prepoziția de de eventualul substantiv care le urmează, unele pot fi puse la plural și sunt totdeauna precedate sau de un cardinal, sau de articol hotărât, sau de articolul nehotărât des: Il a une quarantaine d’années „Are vreo patruzeci de ani”, deux douzaines „două duzini ”, des dizaines de milliers de manifestants „zeci de mii de manifestanți”, la dizaine de livres qu’il a lus „cele vreo zece cărți pe care le-a citit”. Vârsta unei persoane se poate exprima cu un asemenea numeral articulat cu la și fără cuvântul années „ani”: Elle avait presque la cinquantaine „Avea aproape cincizeci de ani”.

## Pronumele

### Pronumele personal
Pronumele personale franceze constituie un sistem din două serii. Dintr-una fac parte pronume numite disjuncte (față de verb), care sunt cuvinte  accentuate, iar cealaltă cuprinde pronume numite conjuncte, care formează un singur cuvânt prozodic cu verbul, adică cu un singur accent, și sunt în majoritatea cazurilor neaccentuate. Cele conjuncte mai pot fi împărțite în alte două clase: pronume personale propriu-zise și pronume adverbiale. Cele disjuncte sunt toate personale propriu-zise.

#### Formele pronumelor personale propriu-zise
| Persoană, număr și gen | Persoană, număr și gen | Funcție sintactică             | Funcție sintactică                          | Funcție sintactică           | Funcție sintactică                            | Funcție sintactică                          | Funcție sintactică                                     | Funcție sintactică                                     |
| Persoană, număr și gen | Persoană, număr și gen | Subiect                        | Subiect                                     | Complement direct            | Complement direct                             | Complement indirect de atribuire            | Complement indirect de atribuire                       | Alt complement                                         |
| Persoană, număr și gen | Persoană, număr și gen | Conjunct                       | Disjunct                                    | Conjunct                     | Disjunct                                      | Conjunct                                    | Disjunct                                               | Disjunct                                               |
| ---------------------- | ---------------------- | ------------------------------ | ------------------------------------------- | ---------------------------- | --------------------------------------------- | ------------------------------------------- | ------------------------------------------------------ | ------------------------------------------------------ |
| I sg.                  | I sg.                  | Je parle „(Eu) vorbesc”        | Moi, je parle „Eu vorbesc”                  | Il me connaît „Mă cunoaște”  | C’est moi qu’il connaît „Pe mine mă cunoaște” | Il me téléphone „Îmi dă telefon”            | À moi, il me téléphone „Mie îmi dă telefon”            | Il vient avec moi „Vine cu mine”                       |
| II sg.                 | II sg.                 | Tu viens ? „Vii?”              | Toi, tu viens ? „Tu vii?”                   | Il te connaît „Te cunoaște”  | Toi, il te connaît „Pe tine te cunoaște”      | Il te dit quelque chose ? „Îți spune ceva?” | À toi, il te dit quelque chose ? „Ție îți spune ceva?” | Elle fait ça pour toi „Face asta pentru tine”          |
| III sg.                | Masculin               | Il écrit „Scrie”               | C’est lui qui écrit „El scrie”              | Je le comprends „Îl înțeleg” | Lui, je le comprends „Pe el îl înțeleg”       | Je lui écris „Îi scriu”                     | Je lui écris à lui „Îi scriu lui”                      | Que savez-vous de lui ? „Ce știți despre el?”          |
| III sg.                | Feminin                | Elle pleure „Plânge”           | Elle, elle ne pleure pas „Ea nu plânge”     | Je la vois „O văd”           | Je ne la vois pas, elle „Pe ea n-o văd”       | Je lui écris „Îi scriu”                     | Je lui écris à elle „Îi scriu ei”                      | Je pars sans elle „Plec fără ea”                       |
| I pl.                  | I pl.                  | Nous restons „Rămânem”         | C’est nous qui restons „Noi rămânem”        | Il nous invite „Ne invită”   | C’est nous qu’il invite „Pe noi ne invită”    | Il nous donne la clé „Ne dă cheia”          | C’est à nous qu’il donne la clé „Nouă ne dă cheia”     | Il agit contre nous „Acționează împotriva noastră”     |
| II pl.                 | II pl.                 | Vous partez ? „Plecați?”       | C’est vous qui partez ? „Voi plecați?”      | Je vous écoute „Vă ascult”   | C’est vous que j’entends „Pe voi vă aud”      | Que vous propose-t-il ? „Ce vă propune?”    | À vous, que vous propose-t-il ? „Vouă ce vă propune?”  | J’ai confiance en vous „Am încredere în dumneavoastră” |
| III pl.                | Masculin               | Ils voyagent „(Ei) călătoresc” | Eux, ils ne voyagent pas „Ei nu călătoresc” | Je les vois „Îi/Le văd”      | Je les vois, eux „Îi văd pe ei”               | Écrivez-leur ! „Scrieți-le!”                | Écrivez-leur, à eux „Scrieți-le lor!”                  | Je compte sur eux „Contez pe ei”                       |
| III pl.                | Feminin                | Elles rient „(Ele) râd”        | Ce sont elles qui rient „Ele râd”           | Je les vois „Îi/Le văd”      | Je les vois, elles „Le văd pe ele”            | Écrivez-leur ! „Scrieți-le!”                | Écrivez-leur, à elles „Scrieți-le lor!”                | J’ai réussi grâce à elles „Am reușit datorită lor”     |

##### Formele conjuncte
Pronumele je, me, te, le și la au și formă cu elidare: j’, m’, t’, l’: J’écris „(Eu) scriu”, Il m’a vu „M-a văzut”, Je t’écoute „Te ascult”, Je l’ai entendu „L-am auzit”.
Formele conjuncte se pot folosi numai lângă verb. Pe de altă parte, la modurile personale (în afara imperativului), verbul poate avea numai subiect exprimat și printr-un cuvânt aparte, de aceea, dacă acesta nu este un cuvânt accentuat, atunci trebuie să fie un pronume conjunct. Dacă verbul este impersonal, și atunci are un subiect aparent exprimat printr-un pronume conjunct, care poate fi il sau pronumele demonstrativ ce (vezi mai jos, în secțiunea respectivă): Il neige „Ninge”, Il faut voir „Trebuie văzut”. Il apare și cu verbe folosite ocazional ca impersonale, când și subiectul real este exprimat prin cuvânt aparte: Il manque un boulon „Lipsește un șurub”. Acest il este neutru din punctul de vedere al genului.
Tot neutru este pronumele le cu funcție de complement direct în următoarele cazuri. În primele două poate fi echivalat cu pronumele românesc o:
- când înlocuiește o propoziție: – Tu sais que la situation est grave ? – Je ne le sais que trop „– Știi că situația e gravă? – (O) știu prea bine”;
- când înlocuiește un verb la infinitiv sau grupul acestuia: Je veux inviter tous mes amis et je le ferai „Vreau să-i invit pe toți prietenii mei și am s-o fac”;
- când înlocuiește un nume predicativ exprimat prin adjectiv: – Tu es fatigué ? – Je le suis „– Ești obosit? – Sunt.”

Formele conjuncte me, te, nous, vous sunt folosite și ca pronume reflexive, dar cel de persoana a treia nu figurează în tabelul de mai sus, căci este numai reflexiv. Este se, echivalent și cu românescul se (cu funcție de complement direct) și cu își (complement indirect în dativ). Exemple: Je me lave „Mă spăl”, Tu t’es vu dans le miroir ? „Te-ai văzut în oglindă?”, Nous nous sommes écrit „Ne-am scris (unul altuia)”, Où vous vous êtes rencontrés ? „Unde v-ați întâlnit?”, Ils se sont envoyé des messages „Și-au trimis mesaje”.
În construcția de propoziție interogativă cu subiectul după predicat, pronumele personal subiect conjunct (în afara lui je) devine accentuat, deoarece ajunge să fie ultima silabă a grupului verbal cuvânt prozodic: Comprends-tu ? „Înțelegi?”
Între forma pozitivă a verbului la imperativ și complementele sale, topica este tot inversă și, în acest caz, singurul pronume sau ultimul dintre cele două posibile devine accentuat, ba chiar în locul formelor me și te se folosesc formele moi, respectiv toi: Fais-le ! „Fă-l!”, Écoute-moi ! „Ascultă-mă!”, Lève-toi ! „Scoală-te!”.

##### Formele disjuncte
Pronumele disjuncte corespunzătoare unor pronume subiect conjuncte au forme diferite de ale celor din urmă (moi, toi, lui, eux), dar altele nu: elle, nous, vous, elles. Dintre acestea, vous este folosit ca pronume de politețe corespunzător și lui „dumneavoastră”, și lui „dumneata”.
Pronumele disjuncte sunt aproape totdeauna detașate de verb și în general se folosesc cu scop de scoatere în evidență. În unele construcții de scoatere în evidență, partea de propoziție este exprimată prin pronume de două ori, cu forma sa disjunctă și cu cea conjunctă. În cazul subiectului scos în evidență, este posibilă și folosirea numai a formei disjuncte, care ajunge de această dată direct înaintea verbului: Eux, ils ne voyagent pas sau Eux ne voyagent pas „Ei nu călătoresc”. Și înaintea formei pozitive a imperativului se poate întâlni pronumele disjunct, tot cu scop de scoatere în evidență, dar detașat printr-o scurtă pauză în vorbire (cu virgulă în scris): Toi, reste ici ! „Tu rămâi aici!”
Pronumele care exprimă altfel de complemente decât cel indirect de atribuire poate fi numai cu prepoziție și disjunct, dar nu totdeauna este scos în evidență.
Pronumele cu prepoziție se pot referi numai la persoane, eventual la animale.
După conjuncții se folosesc tot formele disjuncte: Ce n’est pas moi qui ai cassé la vitre mais lui „Nu eu am spart geamul, ci el”, Ils sont plus pauvres que nous „Ei sunt mai săraci decât noi”.
Pronumelui reflexiv conjunct se îi corespunde pronumele disjunct soi, folosit numai după prepoziții și conjuncții, și numai referitor la o persoană nedefinită, de exemplu în proverbe: Chacun pour soi et Dieu pour tous „Fiecare pentru sine și Dumnezeu pentru toți”, On trouve toujours plus petit que soi „Găsești totdeauna pe cineva mai mic decât tine”.
Pronumele disjuncte pot fi întărite cu cuvântul même(s) atașat acestora (în scris cu cratimă): Elle le prepare elle-même „Îl prepară ea însăși”.
Și pentru întărirea persoanei posesorului se folosește pronumele personal disjunct, cu prepoziția à: C’est ma maison à moi „Este casa mea”. Acest grup pronominal poate fi și sinonim al pronumelui posesiv. Cu verbul être este chiar preferat: Cette voiture est la mienne = Cette voiture est à moi „Mașina asta e a mea”.
Locul pronumelor personale este prezentat în articolul Sintaxa limbii franceze, secțiunile Propoziția afirmativă ce conține și părți de vorbire neaccentuate și Propoziția imperativă.

#### Pronumele adverbiale
Sunt în general considerate tot pronume personale două pronume conjuncte care nu au corespondente exacte în română, numite pronume adverbiale. Sunt două asemenea pronume, y și en. Al doilea este omonim cu prepoziția en. Sunt cuvinte cel mai adesea neaccentuate, în afară de cazul când sunt subordonate unui verb la imperativ, forma pozitivă.

##### Y
Pronumele y poate avea două funcții sintactice.
Complement circumstanțial de loc. În această calitate poate înlocui un grup nominal cu orice prepoziție, în afară de de. Exemple:
- Les enfants vont au musée d’histoire „Copiii merg la muzeul de istorie” → Les enfants y vont „Copiii merg acolo”;
- Le soir, nous regardons la télé dans le séjour „Seara ne uităm la televizor în camera de zi” → Le soir, nous y regardons la télé „Seara ne uităm la televizor acolo”.

Complement indirect. În această calitate, y poate înlocui mai multe construcții, cu limitarea că în ele trebuie să fie prezentă prepoziția à:
- Poate înlocui un grup substantival cu substantiv nume de inanimat: Je pense souvent à mes aventures „Mă gândesc adesea la aventurile mele” → J’y pense souvent „Mă gândesc adesea la ele/acestea”. Referitor la o persoană, folosirea sa nu este recomandată în limba standard. În acest caz se folosește pronumele personal de formă accentuată cu prepoziția à: Je pense souvent à mes sœurs „Mă gândesc adesea la surorile mele” → Je pense souvent à elles.
- Se poate referi și la un grup de infinitiv cu prepoziția à: Elle renonce à partir demain „Renunță să plece mâine” → Elle y renonce „Renunță la asta”.
- În fine, poate înlocui o propoziție completivă indirectă ce răspunde la întrebarea À quoi... ? „La ce...?”: Il réfléchit à ce que tu lui as dit „Se gândește la ce i-ai spus” → Il y réfléchit „Se gândește la asta”.

Y mai este prezent și în unele grupuri de cuvinte fixe, în care nu este analizabil, de exemplu il y a „există, se află”, ça y est „gata, s-a făcut” etc.

##### En
Pronumele en are mai multe funcții decât y. În majoritatea lor, elementul comun este că înlocuiește construcții în care este prezentă într-un fel sau altul prepoziția de. În mod excepțional, se poate referi și în limba standard la o persoană, când are funcția de complement direct.
Complement circumstanțial de loc. În această calitate, en poate înlocui numai grupuri nominale cu prepoziția de: – Tu vas à Bordeaux ? – Non, j’en viens (subînțeles Je viens de Bordeaux) „– Mergi la Bordeaux? – Nu, de acolo vin”.
Complement indirect. În această calitate înlocuiește:
- un grup nominal cu prepoziția de: J’ai besoin de ce livre „Am nevoie de cartea asta” → J’en ai besoin „Am nevoie de ea”. Dacă este vorba de o persoană, și în acest caz se folosește pronumele personal accentuat: J’ai besoin de ma mère „Am nevoie de mama mea” → J’ai besoin d’elle;
- un grup verbal infinitival cu prepoziția de: Il est content de me voir „Se bucură că mă vede” → Il en est content „Se bucură de asta”;
- o propoziție completivă indirectă ce răspunde la întrebarea De quoi... ?: Je suis sûr que tu réussiras „Sunt sigur că vei reuși” → J’en suis sûr „Sunt sigur de asta”.

Complement direct. Cu această funcție, en înlocuiește:
- un grup substantival cu articol partitiv: Il boit du vin rouge „Bea vin roșu” → Il en boit „Bea (așa ceva)”;
- un grup substantival cu articol nehotărât: Elle a acheté des fleurs „A cumpărat flori” → Elle en a acheté „A cumpărat”;
- un grup substantival cu prepoziția de folosită în locul articolelor de mai sus (vezi mai sus, în secțiunea Determinanți abstracți, cazurile de înlocuire): Je n’ai pas de pain „N-am pâine” → Je n’en ai pas „N-am”;
- substantivul dintr-un grup substantival cu determinant numeral cardinal: Elle a deux enfants „Are doi copii” → Elle en a deux „Are doi”;
- substantivul dintr-un grup substantival cu adjectiv nehotărât: On a déjà écouté quelques candidats „Au fost deja audiați câțiva candidați” → On en a déjà écouté quelques-uns „Au fost deja audiați câțiva”. Cuvântul nehotărât rămâne prezent sub forma pronumelui nehotărât.

După cum se vede, în calitate de complement direct, en nu are alt echivalent în română decât subînțelegerea a ceea ce înlocuiește.
Atribut. En poate înlocui și un atribut substantival inanimat ce exprimă un posesor, acesta fiind cu prepoziția de: Je connais tous les détails de la question „Cunosc toate detaliile chestiunii” → J’en connais tous les détails „Îi cunosc toate detaliile”.
En se găsește de asemenea în construcții fixe, precum verbul s’en aller „a se duce”: Je m’en vais „Mă duc”.
Privitor la locul acestor pronume, vezi secțiunile Propoziția afirmativă ce conține și părți de vorbire neaccentuate și Propoziția imperativă din articolul Sintaxa limbii franceze.

### Pronumele posesiv
În franceză, formele pronumelor posesive sunt diferite de cele ale adjectivelor posesive (vezi mai sus secțiunea Determinanți abstracți) și sunt aproape totdeauna precedate de articol hotărât:
| Posesor(i)         | Obiect(e) posedat(e)       | Gen         | Persoana I                           | Persoana a II-a                                             | Persoana a III-a       |
| ------------------ | -------------------------- | ----------- | ------------------------------------ | ----------------------------------------------------------- | ---------------------- |
| Un posesor         | Un obiect posedat          | masc.       | le mien „al meu”                     | le tien „al tău”                                            | le sien „al său”       |
| Un posesor         | Un obiect posedat          | fem.        | la mienne „a mea”                    | la tienne „a ta”                                            | la sienne „a sa”       |
| Un posesor         | Mai multe obiecte posedate | masc.       | les miens „ai mei”                   | les tiens „ai tăi”                                          | les siens „ai săi”     |
| Un posesor         | Mai multe obiecte posedate | fem.        | les miennes „ale mele”               | les tiennes „ale tale”                                      | les siennes „ale sale” |
| Mai mulți posesori | Un obiect posedat          | masc.       | le nôtre „al nostru”                 | le vôtre „al vostru/dumneavoastră”                          | le leur „al lor”       |
| Mai mulți posesori | Un obiect posedat          | fem.        | la nôtre „a noastră”                 | la vôtre „a voastră/dumneavoastră”                          | la leur „a lor”        |
| Mai mulți posesori | Mai multe obiecte posedate | masc., fem. | les nôtres „ai noștri / ale noastre” | les vôtres „ai voștri / ale voastre / ai/ale dumneavoastră” | les leurs „ai/ale lor” |

Exemple în propoziții: Notre appartement est plus grand que le leur „Apartamentul nostru este mai mare decât al lor”, Utilise ta serviette, pas la mienne „Folosește prosopul tău, nu pe al meu”.

### Pronumele demonstrativ
Formele pronumelor demonstrative franceze diferă de asemenea de cele ale adjectivelor demonstrative, cu excepția unei coincidențe de formă. Sunt două feluri de pronume demonstrative: variabile, adică acordate în gen și număr cu substantivul la care se referă, și invariabile, numite și neutre.

#### Pronumele demonstrative variabile
Exemple:
1. L’ascenseur de gauche est en panne, prenez celui de droite „Liftul din stânga este defect, luați-l pe cel din dreapta” – masculin singular;
2. Quelle est votre voiture ? Celle-ci ou celle-là ? „Care este mașina dumneavoastră? Aceasta sau aceea?” – feminin singular;
3. Les joueurs de notre équipe sont meilleurs que ceux de la vôtre „Jucătorii din echipa noastră sunt mai buni decât cei din a voastră” – masculin plural;
4. Celles que je préfère sont les fleurs sauvages „Cele pe care le prefer sunt florile sălbatice” – feminin plural;
5. Il y a trop d’accidents sur les routes ; ceux causés par l’alcool sont les plus fréquents „Sunt prea multe accidente pe șosele; cele cauzate de alcool sunt cele mai frecvente”.

Observații:
1. Aceste pronume demonstrative sunt totdeauna urmate de o particulă sau de un atribut. Particulele indică în principiu apropierea (-ci) sau depărtarea (-là) (exemplul 2), dar pot indica și doar o opoziție, chiar dacă este vorba de două ființe sau lucruri situate la distanțe egale de vorbitor. De altfel, în limba vorbită, -ci este adesea înlocuit de -là. Însă în limba scrisă sunt folosite formele cu -ci și pentru a se referi la un cuvânt situat mai aproape de ele în text, cu scopul de a se evita posibile confuzii între substantive: Jean va voir son voisin. Celui-ci lui annonce qu’il va déménager „Jean își vizitează vecinul. Acesta îl anunță că se va muta”. Dacă în locul lui celui-ci ar fi il, ceea ce gramatical este corect, nu s-ar ști cine se va muta[18].
2. Dat fiind că pronumele personale cu prepoziție nu pot înlocui inanimate, spre deosebire de română, pentru aceasta se folosesc demonstrativele cu -ci/-là: En 1992, le Gouvernement fédéral décide de consulter les personnes qui vivent dans la pauvreté dans le but de lutter plus efficacement contre celle-ci „În 1992, Guvernul federal decide să se consulte cu persoanele care trăiesc în sărăcie, cu scopul de a lupta mai eficace contra ei/acesteia”[18].
3. Atributul pronumelui demonstrativ poate fi un substantiv cu prepoziție (cel mai frecvent de) (exemplele 1 și 3), o propoziție atributivă (deci demonstrativul este urmat de un pronume relativ – exemplul 4), un verb la participiu sau grupul acestuia (exemplul 5).

#### Pronumele demonstrative invariabile
1. Pronumele ce este singurul identic ca formă cu unul din adjectivele demonstrative, cel masculin singular folosit înaintea substantivelor cu inițială consonantică. Poate avea următoarele funcții:
a) Înlocuiește o propoziție sau un verb la infinitiv și în acest caz se folosește înaintea verbului être:
- Il y avait beaucoup de monde à la fête ; c’était très agréable „A fost multă lume la petrecere; a fost foarte plăcut”;
- Se reposer, c’est nécessaire / C’est nécessaire de se reposer „Este necesar să te odihnești”.

b) Tot înaintea lui être înlocuiește un inanimat sau un animat, inclusiv un nume de persoană:
- C’est monsieur Dupont „(Acesta) este domnul Dupont”;
- Ce sont des exceptions „Acestea sunt excepții”.

c) În frază cu propoziție subiectivă constituie subiectul aparent al propoziției principale:
- dacă predicatul acesteia este verbul être + substantiv articulat: C’est une chance que je t’aie rencontré „Noroc că te-am întâlnit”;
- în limba vorbită, în locul lui il, atunci când predicatul este être + adjectiv: C’est normal que tu soies inquiet „E normal să fii neliniștit”.

d) Urmat de un pronume relativ simplu, formează alt pronume relativ. Funcția acestuia depinde de elementul secund:
- subiect: Il s’est mis à pleuvoir, ce qui a obligé tout le monde à rentrer „A început să plouă, ceea ce a obligat pe toată lumea să plece acasă”;
- complement direct: Choisis ce que tu veux comme dessert „Alege (ceea) ce vrei ca desert”.
- complement indirect: Il m’a donné ce dont j’avais besoin „Mi-a dat de ce aveam nevoie”, Ce à quoi je pense, c’est une solution de compromis „La ceea ce mă gândesc este o soluție de compromis”.

Ce qui și ce que funcționează și în calitate de conjuncții care introduc în vorbirea indirectă propoziția interogativă referitoare la subiectul inanimat, respectiv la complementul direct inanimat: Dis-moi ce qui t’intéresse „Spune-mi ce te interesează”, Il me demande ce que je veux „Mă întreabă ce vreau”.
e) În registrul elevat poate înlocui pronumele cela sau ceci: Votre problème est insoluble, et ce pour deux raisons :... „Problema dumneavoastră nu are soluție, și aceasta din două motive:...”.
2. Cela, ceci și ça se referă la un substantiv, un verb la infinitiv sau o propoziție, îndeplinind funcția de subiect, de atribut cu prepoziție sau de complement:
Cela se folosește în registrul elevat, în general reluând ceva enunțat înaintea sa: Il a perdu ses parents très jeune ; cela l’a marqué pour la vie „Și-a pierdut părinții de foarte tânăr; aceasta l-a marcat pentru toată viața”.
Ceci aparține tot registrului elevat. Anticipă de regulă ceea ce îi urmează: Dites-lui ceci : il est toujours le bienvenu chez nous „Spuneți-i aceasta: este totdeauna binevenit la noi”.
Ça provine din cela și este folosit în limba vorbită și în locul lui ceci: C’est très grave. Tu as pensé à ça ? „E foarte grav. Te-ai gândit la asta?”, Je peux te dire ça : Jules ne reviendra jamais „Pot să-ți spun asta: Jules nu se va întoarce niciodată”.

### Pronumele interogativ
Trei dintre pronumele interogative sunt invariabile:
Qui se referă numai la persoane și cuvintele acordate cu acest pronume sunt totdeauna la masculin singular.
- Fără prepoziție, poate viza:
  - subiectul: Qui est arrivé ? „Cine a sosit?” (De menționat că subiectul inanimat este vizat de expresia interogativă qu’est-ce qui: Qu’est-ce qui t’intéresse ? „Ce te interesează?”);
  - complementul direct: Qui attendez-vous ? „Pe cine așteptați?”
- Cu prepoziție, qui poate fi:
  - complement indirect sau circumstanțial: À qui je peux m’adresser ? „Cui să mă adresez?”, Avec qui on peut travailler ? „Cu cine se poate lucra?”;
  - nume predicativ: À qui est cette voiture ? „A cui e mașina asta?”;
  - atribut (numai cu de): C’est la voiture de qui ? „A cui mașină e asta?”

Que (totdeauna fără prepoziție) vizează complementul direct inanimat în propoziție interogativă cu subiectul după predicat: Que voulez-vous ? „Ce vreți?”. În cea cu topica subiect + predicat se folosește expresia interogativă qu’est-ce que: Qu’est-ce que vous voulez ?
Quoi vizează tot inanimate.
- Fără prepoziție:
  - poate fi complement direct în registrul familiar, la sfârșitul propoziției: Vous voulez quoi ? „Ce vreți?”;
  - poate constitui o propoziție singur în dialoguri: Quoi ? „Ce?”;
- Cu prepoziție poate fi:
  - complement indirect sau circumstanțial: Sur quoi on peut compter ? „Pe ce se poate conta?”;
  - atribut (numai cu de): C’est la conséquence de quoi ? „Este consecința a ce?”

Două alte pronume interogative se acordă cu cuvântul la care se referă:
- Quel (masc. sg.) / quelle (fem. sg.) / quels (masc. pl.) / quelles (m. sg.) este nume predicativ: Quelle est la solution? „Care este soluția?” Acest cuvânt este mai frecvent ca determinant interogativ, având două sensuri: Quelle fleur aimez-vous ? „Ce fel de floare vă place?” și „Care floare vă place?” (dintre mai multe).
- Lequel/laquelle/lesquels/lesquelles este un prunome compus din articolul hotărât și pronumele precedent. Vizează alegerea dintre mai multe substantive și poate avea toate funcțiile sintactice ale substantivului. Dacă este precedat de prepoziția à sau de, are loc și aici contragerea lor cu articolele hotărâte le și les, rezultând formele auquel, auxquel(le)s, duquel și desquel(le)s. Exemple: Lequel (de ces garçons) est ton cousin ? „Care (din băieții ăștia) e vărul tău?”, À laquelle (de ces personnes) dois-je m’adresser ? „Căreia (din persoanele acestea) trebuie să mă adresez?”, Duquel (de ces livres) est-il question ? „Despre care (dintre cărțile acestea) este vorba?”

### Pronumele relativ
Fiecare din pronumele interogative poate fi și relativ, în afară de quel(le)(s), dar mai sunt încă două pronume relative simple.
Pronumele de folosit depinde de cuvântul din propoziția principală la care se referă și de funcția pe care o are pronumele în propoziția atributivă pe care o introduce.
- Qui fără prepoziție se referă la animate și la inanimate, având funcția de subiect: le garçon qui parle „băiatul care vorbește”, la question qui m’intéresse „chestiunea care mă interesează”.
- Qui cu prepoziție se referă numai la persoane și este complement indirect sau circumstanțial: Aline est une fille avec qui j’aime bavarder „Aline este o fată cu care îmi place să stau de vorbă”. În acest caz, în locul lui qui se poate folosi și un pronume relativ compus: Aline est une fille avec laquelle j’aime bavarder.
- Que se folosește numai fără prepoziție, se referă la animate sau la inanimate, și are totdeauna funcția de complement direct: l’homme que j’ai entendu „bărbatul pe care l-am auzit”, la pièce que j’ai vue „piesa pe care am văzut-o”.
- Dont se folosește tot fără prepoziție, se referă la animate sau la inanimate, și poate avea două funcții:
  - atribut exprimând un posesor: Luc Besson est un réalisateur dont j’apprécie beaucoup les films „Luc Besson este un regizor ale cărui filme le apreciez mult”;
  - complement indirect cu sensul „de care / din care / de la care / despre care”: Luc Besson est un réalisateur dont je ne sais rien „Luc Besson este un regizor despre care nu știu nimic”. Acest pronume poate fi înlocuit uneori de compusul duquel / de laquelle / desquel(le)s.
- Où se poate folosi cu prepoziții (numai d’ și par) sau fără, se referă numai la inanimate și poate fi complement de loc sau de timp: la chambre où je dors „camera în care dorm”, l’endroit par où je passe „locul prin care trec”, le jour où je suis né „ziua în care m-am născut”. În calitate de complement de loc, où fără prepoziție poate fi înlocuit de dans lequel/laquelle/lesquel(le)s (la chambre dans laquelle je dors), iar par où de către par lequel/laquelle/lesquel(le)s: l’endroit par lequel je passe.
- Quoi se folosește numai cu prepoziții și se referă la propoziții, precum și la pronumele nehotărâte quelque chose și rien: Je lui ai dit que je partirais, à quoi elle m’a répondu qu’elle s’en fichait „I-am spus că voi pleca, la care mi-a spus că nu-i pasă”, Il n’y a rien sur quoi je puisse m’appuyer „Nu este nimic pe ce să mă pot sprijini”.
- Pronumele relative compuse pot fi folosite în cazurile de mai sus și numai acestea se folosesc referitor la inanimate, când pronumele trebuie să îndeplinească funcția de complement indirect sau circumstanțial: Voilà une chaise sur laquelle tu peux t’asseoir „Uite un scaun pe care te poți așeza”, Il y a un détail auquel je n’ai pas pensé „Există un amănunt la care nu m-am gândit”.

### Pronume și adjective nehotărâte
Cuvintele nehotărâte sunt foarte diverse. Unele pot fi uneori determinanți (adjective pronominale), alteori pronume, altele pot fi numai determinanți, altele pot fi numai pronume. În cele ce urmează sunt prezentate principalele cuvinte nehotărâte.

#### 1. Cuvinte nehotărâte cu sens negativ
Aucun(e) poate fi:
- determinant: Aucun train ne peut circuler à cause de la neige „Niciun tren nu poate circula din cauza zăpezii;
- pronume: Nous avons des nouvelles de Jacques, mais nous n’en avons aucune de Paul „Avem știri de la Jacques, dar nu avem niciuna de la Paul”.

Cu cuvântul autre, prezentat mai jos, la punctul 3, aucun(e) formează un grup care poate fi și el:
- determinant: Je n’ai aucune autre amie „Nu am nicio altă prietenă”;
- pronume: On ne peut comparer cet animal à aucun autre „Nu poate fi comparat acest animal cu niciun altul”.

Nulle part este o locuțiune pronominală: Où sont mes lunettes ? Je ne les trouve nulle part „Unde-mi sunt ochelarii? Nu-i găsesc niciunde”.
Pas un(e) exprimă o negație mai puternică decât aucun(e), și poate fi:
- determinant: Il n’avait pas un centime en poche „N-avea niciun ban în buzunar”;
- pronume: J’ai posé cette question à plusieurs personnes, mais pas une n’a su y répondre „Am pus întrebarea asta mai multor persoane, dar niciuna n-a știut să răspundă”.

Personne este numai pronume: Personne ne sait où est Marc „Nimeni nu știe unde este Marc”.
Nul(le)(s) folosit în registrul de limbă elevat, este sinonimul lui aucun(e) ca determinant, și îl înlocuiește pe personne ca pronume: Nul train ne peut circuler …, Nul ne sait …
De menționat că cuvintele nehotărâte cu sens negativ înlocuiesc negația pas.

#### 2. Cuvinte nehotărâte cu sens opus celor de mai sus
Quelque este numai determinant: Il y avait quelque espoir de mettre fin au conflit „Exista o oarecare speranță de a se pune capăt conflictului”. Nu trebuie confundat cu adverbul quelque: Il y avait quelque 500 personnes dans la salle „Erau vreo 500 de persoane în sală.”.
Quelques, tot determinant, este forma de plural a lui quelque, dar are alt sens decât acesta: Il reste quelques biscuits dans le tiroir „Mai sunt câțiva biscuiți în sertar”.
Cu quelque se formează mai multe cuvinte care sunt numai pronume:
Quelqu’un are în limba modernă numai formă de masculin: Quelqu’un a apporté ce paquet pour vous „Cineva a adus pachetul acesta pentru dumneavoastră”.
Quelque chose: Je dois te dire quelque chose „Trebuie să-ți spun ceva”.
Quelque part: J’ai déjà vu cet homme quelque part „L-am mai văzut pe omul ăsta undeva”.
Quelques-un(e)s este ca formă pluralul lui quelqu’un, dar are alt sens și i s-a păstrat și forma de feminin: J’avais invité tous mes amis, mais quelques-uns n’ont pas pu venir „I-am invitat pe toți prietenii mei, dar câțiva n-au putut veni”.
Tout(e), tous, toutes participă la mai multe construcții.
Neurmat de articol, poate fi:
- determinant: Tout travail mérite salaire „Orice muncă merită plată”, Toute règle a ses exceptions „Orice regulă are excepții”.
- pronume cu alt sens decât adjectivul: Ne t’inquiète pas ! Tout va bien ! „Nu te neliniști! Totul e în regulă!”, Ils apprennent le français et tous le parlent bien „Ei învață franceza și toți o vorbesc bine”, Il y a beaucoup de statues dans le parc et toutes sont belles „Sunt multe statui în parc și toate sunt frumoase”.

Urmat de substantiv cu articol hotărât, determinant demonstrativ sau determinant posesiv, tout(e), tous, toutes este numai determinant: J’ai passé toute la soirée à travailler „Am petrecut toată seara muncind”, Tout ce système fonctionne mal „Tot sistemul acesta funcționează prost”, Tous nos amis sont venus au mariage „Toți prietenii noștri au venit la nuntă”.
De notat că la determinantul tous nu se pronunță s-ul, dar la pronumele tous se pronunță.
Tout există și ca substantiv masculin numai la singular, cu un determinant (J’ai acheté deux chemises et deux cravates ; j’ai payé le tout 30 euros „Am cumpărat două cămăși și două cravate; am plătit 30 de euro pentru toate”, Ces objets forment un tout „Obiectele acestea formează un tot”), și poate fi și adverb: Elle m’a parlé tout doucement „Mi-a vorbit încet de tot”.

#### 3. Alte cuvinte nehotărâte
Autre
Acest cuvânt poate fi articulat sau nearticulat.
Nearticulat, autre este nume predicativ: Paul est autre que je croyais „Paul e altfel decât credeam”.
Un(e) autre poate fi:
- determinant: Passe-moi un autre stylo „Dă-mi alt stilou”;
- pronume: Ce stylo n’est pas bon. Passe-m’en un autre „Stiloul ăsta nu e bun. Dă-mi altul”.

D’autres este pluralul determinantului/pronumelui un(e) autre:
- determinant: J’ai d’autres problèmes maintenant „Acum am alte probleme”, Les possibilités offertes par cette université sont meilleures que celles d’autres établissements d’enseignement supérieur „Posibilitățile oferite de această universitate sunt mai bune decât cele ale altor unități de învățământ superior” (De notat că în aceste două exemple, prepoziția d’ are roluri diferite: în primul înlocuiește articolul nehotărât, în al doilea exprimă o relație de posesie.);
- pronume: Ces crayons ne sont pas bons, il m’en faut d’autres „Creioanele astea nu sunt bune, îmi trebuie altele”.

Alt determinant + autre:
- determinant:
  - cu articol hotărât: Voyons aussi l’autre aspect de la question „Să vedem și celălalt aspect al chestiunii”;
  - cu adjectiv demonstrativ: Voici cette autre photo que je voulais vous montrer „Uite cealaltă poză pe care voiam să v-o arăt”;
  - cu adjectiv posesiv: Mon frère cadet vit avec nous mais mon autre frère habite ailleurs „Fratele meu mai mic trăiește cu noi, dar celălalt frate al meu locuiește altundeva”;
- pronume: J’ai trouvé l’une de mes pantoufles mais où est l’autre ? „Mi-am găsit unul din papuci, dar unde e celălalt?”, On ne va pas regarder ce film-ci, cet autre est meilleur „N-o să ne uităm la filmul ăsta, celălalt e mai bun”.

Alt determinant + autres:
- determinant:
  - cu articol hotărât: Voici les autres événements qui m’inquiètent „Iată celelalte evenimente care mă neliniștesc”;
  - cu adjectiv demonstrativ: Ces autres conditions sont plus difficiles à remplir que les premières „Celelalte condiții sunt mai greu de îndeplinit decât primele”;
  - cu adjectiv posesiv: Luc est plus gentil que mes autres frères „Luc e mai amabil decât ceilalți frați ai mei”;
- pronume: Il n’y a que cinq élèves dans la classe. Où sont donc les autres ? „Sunt numai cinci elevi în clasă. Unde sunt ceilalți?”, Dites-moi les noms des autres „Spuneți-mi numele celorlalți” (Des rezultă din contragerea de + les.)

Autre chose este numai pronume: Moi, il me faut autre chose „Mie îmi trebuie altceva”.
Un(e) certain(e) este numai determinant: Je veux visiter seulement une certaine partie du musée „Vreau să vizitez numai o anumită parte a muzeului”.
Certain(e)s, forma de plural a lui un(e) certain(e), poate fi:
- determinant: La plupart des animaux s’adaptent bien au zoo, mais certains mammifères s’y sentent mal „Majoritatea animalelor se adaptează bine la grădina zoologică, dar unele/anumite mamifere se simt prost aici”, Vous ne savez pas certaines choses „Nu știți unele/anumite lucruri”;
- pronume: Parmi les élèves de cette classe, certains étudient le français „Printre elevii din clasa asta, unii studiază franceza”.

Certain(e)(s) dintr-o propoziție se folosește și corelat cu d’autres care se află în propoziția următoare: Certains (colis) sont arrivés, d’autres non „Unele (colete) au sosit, altele nu”.
De menționat că certain(e)(s) poate fi și adjectiv calificativ, dar atunci este postpus substantivului și are sensul său originar: Je m’attends à un succès certain „Mă aștept la un succes sigur”.
Chaque este numai determinant: Chaque personne a sa place réservée „Fiecare persoană are locul său rezervat”.
Chacun(e) este corespondentul pronume al lui chaque: Chacun des enfants a reçu des cadeaux „Fiecare dintre copii a primit cadouri”.
Différent(e)(s) poate fi:
- determinant nehotărât înaintea substantivului: Il a fait appel à différentes personnes pour se faire aider „A făcut apel la diferite persoane pentru a fi ajutat”;
- adjectiv calificativ după substantiv: Il peut faire deux choses différentes en même temps „Poate face două lucruri diferite în același timp”.

Divers(e)(s) se comportă ca și cuvântul precedent:
- determinant nehotărât: Il a écouté diverses opinions, puis il a décidé „A ascultat diverse opinii, apoi a decis”;
- adjectiv calificativ: Cette église comporte des éléments de styles divers, chacun d’une autre époque „Biserica aceasta are elemente de stiluri diverse, fiecare din altă epocă”.

Le/la même, les mêmes poate fi:
- determinant: Ils habitent le même quartier que nous „(Ei) locuiesc în același cartier ca noi”, Cette femme est la générosité même „Femeia aceasta este generozitatea însăși”;
- pronume: Nos problèmes ne sont pas les mêmes „Problemele noastre nu sunt aceleași”.

Même poate fi și adverb, dar fără articol: Tous étaient présents, même les malades „Toți erau prezenți, chiar și bolnavii”.
N’importe este un element component nehotărât provenind din forma impersonală il n’importe „nu e important” a verbului importer, care face parte din mai multe locuțiuni nehotărâte:
- N’importe quel(le)(s) este determinant, cu două sensuri: N’importe quel habitant de la ville peut vous dire où est le château „Oricare locuitor din oraș vă poate spune unde este castelul”, N’importe quelle information est la bienvenue „Orice (fel de) informație este binevenită”.
- N’importe lequel/laquelle/lesquel(le)s este corespondentul precedentului ca pronume: Tu peux choisir la cravate que tu veux ; je te prête n’importe laquelle „Poți să alegi cravata pe care o vrei; ți-o împrumut pe oricare”.
- N’importe qui este numai pronume: Sophie est toujours disponible ; n’importe qui peut s’adresser à elle „Sophie este totdeauna disponibilă; oricine i se poate adresa”.
- N’importe quoi este tot numai pronume: Pierre fait n’importe quoi pour attirer l’attention „Pierre face orice ca să atragă atenția”.

On este un pronume personal nehotărât care provine din substantivul latinesc homo „om”. Poate fi numai subiect persoană și are mai multe sensuri.
Inițial, on este subiectul nedefinit. În această calitate are două nuanțe de sens:
- oamenii, toată lumea: On ne sait pas quoi faire dans une telle situation „Nu știi ce să faci într-o asemenea situație”;
- una sau mai multe persoane nedefinite: On a sonné au portail „S-a sunat / Cineva a sunat la poartă”.

În registrul familiar, on înlocuiește pronumele personal nous, deci este definit, dar și în acest caz, predicatul este la persoana a III-a singular: Si tu veux, on va au cinéma „Dacă vrei, mergem la film”.
Plusieurs poate fi:
- determinant: Le peintre a fait plusieurs esquisses avant de peindre le tableau „Pictorul a făcut mai multe schițe înainte de a picta tabloul”;
- pronume: Plusieurs de ses esquisses ont été vendues cher „Mai multe schițe de-ale sale au fost vândute scump”.

Quelconque poate fi determinant nehotărât sau adjectiv calificativ, dar în ambele cazuri este postpus:
- determinant nehotărât: Il pensait démarrer une affaire quelconque après sa retraite „Se gândea să pornească o afacere oarecare după pensionare”;
- adjectiv calificativ, cu alt sens: C’est un restaurant quelconque „E un restaurant oarecare” (fără nimic deosebit).

Cu forma de subjonctiv prezent, persoana a III-a singular a verbului être s-au format două propoziții care au devenit locuțiuni pronominale nehotărâte:
- Qui que ce soit: Le directeur refuse de recevoir qui que ce soit „Directorul refuză să primească pe oricine (o fi)”;
- Quoi que ce soit: Il est impossible de faire quoi que ce soit dans cette situation „Este imposibil de făcut orice în această situație” (= „Nu se poate face nimic...”).

Un(e) tel(le) este cel mai adesea determinant, cu pluralul de tel(le)s: Une telle proposition est inacceptable „O asemenea propunere este inacceptabilă”, On ne peut pas faire ce travail avec de tels collaborateurs „Nu se poate face munca asta cu asemenea colaboratori”. Poate fi și pronume, înlocuind un nume propriu de persoană pe care vorbitorul nu poate sau nu vrea s-o numească: Monsieur un tel est très aimable „Domnul cutare este foarte amabil”.
L’un(e)/les un(e)s funcționează numai corelat cu l’autre/les autres, ca pronume: Les spectateurs entraient l’un après l’autre par la porte étroite „Spectatorii intrau unul după altul pe ușa îngustă”, On construira les maisons en deux étapes : les unes maintenant, les autres l’année prochaine „Casele vor fi construite în două etape: unele acum, celelalte anul viitor”.